# Albatros Dr.I
Albatros Dr. I là một loại máy bay tiêm kích ba tầng cánh của Đức.

## Tính năng kỹ chiến thuật
Dữ liệu lấy từ Gray and Thetford 1962, p.266
Đặc tính tổng quan
- Kíp lái: 1
- Chiều dài: 7,3 m (23 ft 11 in)
- Sải cánh: 8,7 m (28 ft 7 in)
- Chiều cao: 2,42 m (7 ft 11 in)
- Động cơ: 1 × Mercedes D.III , 120 kW (160 hp)
- Cánh quạt: 2-lá

Vũ khí trang bị

2 x súng máy lMG 08